# SN 1998aw
SN 1998aw – supernowa typu Ia odkryta 22 marca 1998 roku w galaktyce A105615-0415. W momencie odkrycia miała maksymalną jasność 25,00m.